# Пригоди Бакару Банзая у 8-му вимірі
«Пригоди Бакару Банзая у 8-му вимірі» (англ. The Adventures of Buckaroo Banzai Across the 8th Dimension) — американська науково-фантастична комедія 1984 року, знята та режисером В. Д. Ріхтером за сценарієм Ерла Мак Рауха. Титульні ролі виконали Пітер Веллер, Джон Літгоу, Еллен Баркін, Джефф Голдблюм і Крістофер Ллойд.

## Акторський склад
| Актор           | Роль                                     |
| --------------- | ---------------------------------------- |
| Пітер Веллер    | доктор Бакару Банзай                     |
| Джон Літгоу     | доктор Еміліо Лізардо / Лорд Джон Ворфін |
| Еллен Баркін    | Пенні Прідді / Пеґґі Банзай              |
| Джефф Голдблюм  | доктор Сідні Цвайбель / "Нью-Джерсі"     |
| Крістофер Ллойд | Джон Бігбуте                             |
| Льюїс Сміт      | Томмі                                    |
| Розалінд Кеш    | Джон Емдалл                              |
| Роберт Іто      | професор Тохічі Хікіта                   |
| Кленсі Браун    | "Rawhide"                                |
| Ден Гедая       | Джон Гомез                               |
| Яков Смірнофф   | радник з питань національної безпеки     |
| Джонатан Бенкс  | охоронець лікарні                        |

## Сюжет
Бакару Банзай та його наставник професор Тохічі Хікіта вдосконалюють сейсмоприскорювач (англ. oscillation overthruster) — пристрій, який дозволяє об'єкту проходити крізь тверду речовину. Банзай випробовує його, їдучи на своєму реактивному автомобілі через гору. Під час подорожі він опиняється в іншому вимірі. Виїхавши з гори і повернувшись у свій звичайний вимір, він виявляє, що до його машини прикріпився чужорідний організм.
Доктор Еміліо Лізардо, ув'язнений у Трентонській психіатричній лікарні для душевнохворих, бачить телевізійний сюжет про успішне випробування Банзая. У 1938 році доктори Лізардо і Хікіта побудували сейсмоприскорювача, але він випробував його ще до того, як він був готовий, і застряг між вимірами. На нього напали інопланетяни, поки його не визволили колеги, і він повернувся зміненим і жорстоким. Зрозумівши, що Банзай нарешті отримав доступ до 8-го виміру, Лізардо тікає з притулку і планує викрасти сейсмоприскорювач.
Банзай та його гурт «The Hong Kong Cavaliers» виступають у нічному клубі, коли Банзай перериває музичний вступ, щоб звернутися до депресивної жінки в залі, Пенні Прідді. Під час пісні, яку він виконує спеціально для неї, вона намагається покінчити життя самогубством, що сприймається як замах на Банзая. Розпитавши її у в'язниці, він розуміє, що вона — давно втрачена сестра-близнючка його покійної дружини Пеґґі, і вносить за неї заставу.
Пізніше, під час прес-конференції, на якій обговорюють його досвід з реактивним автомобілем, сейсмоприскорювачем і зразком інопланетного/трансцендентного життя, який він отримав під час подорожі у 8-му вимірі, Банзая викликають до телефону, де його б'є струмом. Одночасно з цим дивні люди зривають захід і викрадають Хікіту. Коли Банзай повертається, електричний шок дозволяє йому розпізнати в них людиноподібних прибульців, і він кидається в погоню. Він рятує Хікіту, і їм вдається втікати від прибульців достатньо довго, щоб їх врятували Кавальєри.
Банзай і Кавалери повертаються до Інституту, де їх зустрічає Джон Паркер, посланець Джони Емдалл, лідера мирних Чорних лектроїдів з Планети 10. Паркер передає запис від Емдалл, в якому вона пояснює, що її народ роками воює з ворожими червоними лектроїдами, зумівши вигнати їх до 8-го виміру. Невдале випробування Лізардо з сейсмоприскорювачем в 1938 році дозволило тиранічному лідеру червоних лектроїдів, лорду Джону Ворфіну, заволодіти свідомістю Лізардо і дати можливість втекти кільком десяткам його союзників. Оскільки Банзай удосконалив сейсмоприскорювач, Емдалл побоюється, що Ворфін та його союзники спробують заволодіти ним, щоб звільнити інших червоних лектроїдів, і доручає Банзаю зупинити Ворфіна; інакше чорні лектроїди атакують Росію зі свого орбітального корабля, спровокувавши Третю світову ядерну війну, яка знищить червоних лектроїдів на Землі та людство.
Кавалери вистежують червоних лектроїдів до компанії "Йойодайн Пропульшн Системс" у Нью-Джерсі. Вони усвідомлюють, що у радіоспектаклі «Війна світів» Орсона Веллса описано прибуття лектроїдів у 1938 році, хоча згодом лектроїди змусили його заявити, що це вигадка. Йойодайн будує космічний корабель для переходу у 8-й вимір, замаскований під новий бомбардувальник ВПС США. Поки Кавалери планують свою відповідь, червоні лектроїди вриваються в Інститут і викрадають Пенні, не знаючи, що вони також захопили сейсмоприскорювач, який вона несла.
У Йойодайні Пенні відмовляється сказати червоним лектроїдам, де знаходиться сейсмоприскорювач, і вони починають її катувати. Банзай входить до штаб-квартири Йойодина сам; Кавалери йдуть за ним, підкріплені кількома групами Синього Полум'я, цивільних, завербованих для допомоги Кавалерам у разі потреби. Банзай рятує Пенні і відбивається від червоних лектроїдів, хоча вона поранена і непритомна. Поки Кавалери доглядають за нею, Банзай і Паркер пробираються в капсулу космічного корабля "Йойодайн". Не маючи сейсмоприскорювача Банзая, Ворфін наполягає на використанні його недосконалої моделі, яка не може здійснити перехід між вимірами; натомість космічний корабель червоних лектроїдів прориває стіну Йойодина і злітає в атмосферу.
Лорд Ворфін катапультує капсулу з Банзаєм і Паркером з корабля, але їм вдається активувати її і використати системи зброї, щоб знищити Ворфіна та інших червоних лектроїдів. Банзай спускається на парашуті на Землю, а Паркер повертається до свого народу на орбіті, використовуючи капсулу. Після того, як ситуація вирішена і війна відвернута, Банзай дізнається, що Пенні померла від отриманих поранень. Коли він підходить, щоб поцілувати її в останню путь, Емдалл завдає Банзаю ще одного короткого шоку, оживляючи Пенні.

## Виробництво

### Розробка
У 1974 році дружина В. Д. Ріхтера прочитала рецензію на «Брудні картинки з випускного балу», дебютний роман випускника Дартмутського коледжу та письменника Ерла Мак Рауха, і порекомендувала його своєму чоловікові. Ріхтер, також випускник коледжу, прочитав книгу, вона йому сподобалася, і він написав Маку Рауху листа. Чоловіки почали листуватися. Коли письменник розповів йому про свій інтерес стати сценаристом, Ріхтер запропонував відвідати його в Лос-Анджелесі, де він навчався в Університеті Південної Каліфорнії і працював аналітиком сценаріїв для Warner Bros.

### Сценарій
Минули роки, і Ріхтер став успішним сценаристом. Мак Раух прийняв пропозицію Ріхтера і приїхав до Лос-Анджелеса. Ріхтер познайомив сценариста з продюсером/режисером Ірвіном Вінклером, який надав Мак Рауху гроші на оренду житла на наступні шість місяців. За кількома вечерями Мак Раух розповів Ріхтеру та його дружині про персонажа на ім'я Бакару Бенді, про якого він думав написати сценарій. Ріхтеру та його дружині сподобалася ідея, і вони заплатили Маку Рауху $1,500 за розробку та написання сценарію. За словами Мака Рауха, його сценарій був натхненний "усіма тими гостросюжетними фільмами про кунг-фу початку 70-х років, що тиснули на педаль газу до підлоги". Ріхтер згадує, що Мак Раух написав кілька історій про цього персонажа, і що він «міг написати тридцять або сорок сторінок сценарію, відмовитися від його сюжетної лінії і написати нову». Мак Раух згадував: "Так легко почати щось, а потім — оскільки ти насправді не ставишся до цього настільки серйозно, як мав би — в результаті написати половину... Ти засовуєш сотню сторінок у шухляду і намагаєшся забути про це. За ці роки я розпочав з десяток сценаріїв для Бакару, які закінчилися саме так".
Оригінальний 30-сторінковий твір Мака Рауха мав назву «Знайдіть реактивний літак, сказав президент - трилер Бакару Банзай». Однією з змін, внесених Мак Раухом, була зміна прізвища Бакару з Бенді на Банзай. Ще один ранній проект називався «Дивний випадок з містером Сигаром» про величезного робота та коробку сигар Адольфа Гітлера. Мак Раух відклав свою роботу на кілька років, поки писав «Нью-Йорк, Нью-Йорк» для Мартіна Скорсезе та інші сценарії, які не були зняті.
У 1980 році Ріхтер обговорив з продюсерами Френком Маршаллом і Нілом Кантоном можливість екранізації одного зі своїх сценаріїв. Після цієї зустрічі Кантон і Ріхтер заснували власну продюсерську компанію і вирішили, що першим фільмом стане "Банзай Бакару". Під їхнім керівництвом Мак Раух написав 60-сторінковий сценарій під назвою «Прокажені з Сатурна». Вони звернулися до своїх колег-продюсерів, запропонувавши Ріхтеру стати режисером, але ніхто не захотів братися за таку незвичну тему для двох продюсерів-початківців і режисера-початківця. Кантон і Ріхтер зв'язалися з продюсером-ветераном з MGM / UA, з яким Кентон працював раніше. Бекерману сподобався підхід і він познайомив Ріхтера та Кантона з керівником студії Девідом Бегельманом. За 24 години вони уклали угоду зі студією про розробку. На написання остаточного сценарію Мак Раух витратив півтора року; за цей час прокажені після лікування перетворилися на Ящірок, а потім на Лектроїдів з Планети 10. Значна частина історій персонажів фільму була взята з незавершених сценаріїв Мак Рауха.
Страйк Гільдії сценаристів Америки 1981 року змусив проект зависнути в розробці більше ніж на рік. Бегельман залишив MGM, оскільки кілька його проектів мали погані результати в прокаті; це поставило під загрозу всі його майбутні проекти, включно з "Букару Банзаєм". Бегельман заснував Sherwood Productions і скористався опціоном на викуп сценарію "Банзая" у MGM. Він передав його студії 20th Century Fox, яка погодилася зняти фільм з бюджетом у 12 мільйонів доларів. Мак Раух написав ще три чернетки, перш ніж у них з'явився сценарій для зйомок.

### Кастинг
Розглядаючи роль Бакару Банзая, Ріхтер шукав актора, який "міг би одночасно виглядати героїчно з мастилом на обличчі та випромінювати інтелект, який асоціюється з нейрохірургом і винахідником". Студія хотіла впізнавану кінозірку, але Ріхтер і Кантон хотіли взяти на роль відносно невідомого актора. Ріхтер шукав у Нью-Йорку, бо припускав, що актор з досвідом роботи на сцені та в невеликих фільмах "зможе повністю взаємодіяти з реквізитом". Він був вражений грою Пітера Веллера у фільмі «Shoot the Moon» і зустрівся з ним. Спочатку актор вагався, чи погоджуватися за цю роль, бо не був упевнений у загальній тональності фільму. "Чи не буде це похабно? Чи це буде мультфільм? Чи це буде такий дивакуватий, реалістичний фільм, який зачепить людей за живе — і не буде мультфільмом", — пригадує Веллер свої роздуми. Ріхтер розповів історію Банзая Веллеру і переконав його зняти фільм. Актор заявив, що за основу свого персонажа взяв Еліа Казана, Жака Кусто, Альберта Ейнштейна, Леонардо да Вінчі та Адама Анта.
На роль доктора Еміліо Лізардо студія хотіла взяти невідомого актора, але Мак Раух писав роль з думкою про Джона Літгоу. Як і Веллер, Літгоу не був упевнений щодо персонажа, але Ріхтер переконав його, "стверджуючи, що цей чудовий персонаж в дусі Джекіла і Гайда був справжнім святом для актора", — згадував пізніше Літгоу. Він сказав інтерв'юеру: "У мене були ролі, де я був дуже близький до того, щоб переступити межу. У «Сутінковій зоні» я кілька разів майже переступав межу. Але ця роль повністю переступила межу. Через це роль у «Сутінковій зоні» здається зразком стриманості. Я граю її в дикій, рудій перуці, з гнилими вставними зубами і з сильним італійським акцентом. Це дико". Щоб поставити акцент, Літгоу проводив час з італійським кравцем на студії MGM і записував його голос (в титрах фільму "Роберто Термінеллі: тренер Джона Літгоу з діалекту"). Літгоу змінив свою ходу на ходу "старого краба, тому що мій інопланетний метаболізм повинен бути зіпсований". Він сказав про свого персонажа: "Грати Лізардо — це все одно, що грати божевільного в «Кабінеті доктора Калігарі»".
Еллен Баркін, яка зіграла Пенні Прідд, описує фільм так: "Якби Террі Саузерн написав «Зоряні війни». Жоден з персонажів не зовсім такий, яким мав би бути — якраз у моєму дусі". Єдиним кандидатом на роль Джона Бігбуте, якого обрав Ріхтер, був Крістофер Ллойд, який погодився на роль. Ріхтер вперше зустрівся з Джеффом Голдблюмом на зйомках «Вторгнення викрадачів тіл» і хотів, щоб він зіграв персонажа Нью-Джерсі; актор був у захваті від сценарію і прагнув працювати з акторським складом, який зібрав режисер. Кленсі Браун сказав, що його персонаж "здоровий глузд. Він — звичайна людина у фільмі". Роберт Іто був настільки рішуче налаштований отримати роль доктора Хікіти, що перевтілився у старого, розробивши власний грим, щоб зістарити себе на тридцять років.

### Пре-виробництво
Художник-постановник Джей Майкл Ріва вже працював з Ріхтером раніше і витратив два роки на створення образу Банзая. Він і Ріхтер вивчали багато видів мистецтва та літератури для створення образу фільму, зокрема медичні журнали, африканські журнали та російську історію. За основу зовнішнього вигляду Лектроїдів Рів взяв інопланетну форму "динозавроїда" канадсько-американського палеонтолога Дейла Рассела, екстраполяцію того, на що могли б перетворитися динозаври, якби вижили, але модифікував концепцію, оскільки це вимагало б протезування, яке знерухомило б акторів. Їхній грим складався з 12 окремих частин латексних пристосувань на кожного прибульця. Макіяж кожного актора був унікальним, оскільки з їхніх облич були зняті зліпки. Для "Червоних лектроїдів" Ріва звернувся до російської історії, щоб створити образ "московського бюрократа в мішкуватому костюмі"; на їхнє вбрання вплинув сучасний російський стиль життя, і вони обрали зелені, сині та жовті кольори, тому що, за словами Ріва, вони "хворі та анемічні".
Художниця по костюмах Аґґі Ґерард Роджерс, яка створила костюми для фільмів «Зоряні війни: Повернення джедая», «Американські графіті» та «Розмова», познайомилася з Ріхтером під час роботи над «Вторгненням викрадачів тіл». Ріва зазначив, що "вона одразу ж знайшла спільну мову з тим, що я розробляв для декорацій", зробивши так, щоб костюми відповідали кольорам кімнат. Ріхтер хотів, щоб чорні лектроїди мали "поведінку, схожу на поведінку воїна, але в елегантній, а не лютій манері", тому їхні костюми походять від африканських племінних знаків. Для образу Бакару та його кавалерів Роджерс підібрав спортивні піджаки, костюми та краватки від Gianni Versace, Perry Ellis та Giorgio Armani. Герою Голдблюма, доктору Цвайбелю, дали ковбойське вбрання з колекції Nudie Cohn's Rodeo Tailors.

### Зйомки
Основні зйомки розпочалися протягом другого тижня вересня 1983 року в районах Саут-Гейт, промислового передмістя Лос-Анджелеса. Сцену нейрохірургії Бакару з Нью-Джерсі знімали в медичному центрі Лейкв'ю в долині Сан-Фернандо. Кадри з реактивним автомобілем були зняті в жовтні на висохлому озері на північ від гір Сан-Бернардіно. Автомобіль був спроектований і побудований компанією Riva, арт-директором Стівеном Дейном та власниками Thrust Racing Джеррі Сігалом і Джорджем Хедебеком. Сігал почав з вантажівки Ford F-350, посилив раму, додав передню частину від серійного автомобіля Grand National, запозичив повітрозабірники від DC-3  і одномісну кабіну, змодельовану за зразком винищувача Messerschmitt. Під капотом Сігал модифікував двигун Ford, встановивши збільшений карбюратор та інжектори закису азоту. Університет Нортропа надав для виробництва робочий турбореактивний двигун GE. Cейсмоприскорювач був створений Рівою та керівником візуальних ефектів Майклом Фінком з гіроскопа, до якого були додані металевий каркас, дроти, схеми та крихітні стробоскопи.
Оператором-постановником фільму спочатку був найнятий оператор Джордан Кроненвет, але на півдорозі зйомок продюсери замінили його на Фреда Кенекампа. Кілька сцен, знятих Кроненветом, увійшли до остаточного монтажу, хоча Кроненвет залишився без згадки у титрах.
Екстер'єр Інституту Банзая знімали в Рустік-Каньйоні, Лос-Анджелес, а інтер'єри — в будинку в стилі ар-деко, спроектованому в 1931 році арт-директором MGM Седріком Гіббонсом для його дружини Долорес дель Ріо. Занедбані кімнати лікарні для ветеранів війни у Брентвуді були використані для кімнати доктора Лізардо у Трентонському будинку для душевнохворих. Лабораторія Лізардо 1938 року була знята на покинутому промисловому майданчику Alpha Tubing. Декоратори орендували колекцію електричного реквізиту 1930-х років, який використовувався в оригінальних фільмах про Франкенштейна.

### Саундтрек
Музичний координатор і саунд-дизайнер фільму Боунз Хоу почав працювати з музикантом Майклом Боддікером над саундтреком і звуковими ефектами фільму. Боддікер був першим кандидатом, якого Хоу обрав для написання та виконання музики до фільму. Окрім написання музики, Боддікер також створив звукові ефекти прибульців, тоді як Алан Говарт був найнятий для створення звуків 8-го виміру.

## Випуск
Вихід фільму спочатку був запланований на 8 червня 1984 року, але був перенесений на 10 серпня. Фільм вийшов на 236 екранах і зіткнувся з жорсткою конкуренцією з такими фільмами, як «Зоряний шлях III: У пошуках Спока», «Індіана Джонс і Храм Долі» та «Мисливці за привидами». Зібрав у прокаті в Північній Америці 6,3 мільйони доларів, менше половини його виробничих витрат.
Вперше "Бакару Банзай" випущений на домашніх носіях LaserDisc, VHS і Betamax у 1985 році компанією Vestron Video, у 1990 році компанією Video Treasures і в 2001 році компанією MGM Home Entertainment. На DVD фільм був випущений 4 січня 2002 року компанією MGM.